# ジュエル郡 (カンザス州)
ジュエル郡（英: Jewell County）は、アメリカ合衆国カンザス州の北部に位置する郡である。2010年国勢調査での人口は3,077人であり、2000年の3,791人から18.1%減少した。郡庁所在地はマンケイト市（人口869人）であり、同郡で人口最大の都市でもある。

## 19世紀
1887年、アッチソン・トピカ・アンド・サンタフェ鉄道が州内ネバ（ストロングシティの西3マイル (5 km)）からネブラスカ州スーピアリアまでの支線を建設した。この支線はストロングシティ、ネバ、ロックランド、ダイアモンドスプリングス、バーディック、ロストスプリングス、ジェイコブス、ホープ、ナバーレ、エンタープライズ、アビリーン、タルマージ、マンチェスター、ロングフォード、オークヒル、ミルトンベール、オーロラ、ハッシャー、コンコーディア、カックレー、コートランド、ジュエル郡ウェバーを結びネブラスカ州のスーピアリアを繋いだ。ある時点でネバからロストスプリングスまでの線路は撤去されたが、通行権は放棄されなかった。この支線は当初、「ストロングシティ・アンド・スーピアリア線と呼ばれたが、後に短縮されて「ストロングシティ線」となった。1996年、アッチソン・トピカ・アンド・サンタフェ鉄道はバーリントン・ノーザン鉄道と合併し、現在のBNSF鉄道となっている。地元の人間は現在でもこの線を「サンタフェ鉄道」と呼んでいる。

## 法と政府
1986年にカンザス州憲法が修正されて、個人が嗜むアルコールの販売を郡の住民投票で承認すれば認めることになったが、ジュエル郡は現在でもアルコールを禁じる、すなわち「ドライ」の郡のままである。

## 地理
アメリカ合衆国国勢調査局に拠れば、郡域全面積は914.47平方マイル (2,368.5 km2)であり、このうち陸地は909.18平方マイル (2,354.8 km2)、水域は5.29平方マイル (13.7 km2)で水域率は0.58％である。

### 隣接する郡
- ナッコルズ郡 (ネブラスカ州) - 北東
- リパブリック郡 - 東
- クラウド郡 - 南東
- ミッチェル郡 - 南
- オズボーン郡 - 南西
- スミス郡 - 西
- ウェブスター郡 (ネブラスカ州) - 北西

## 人口動態

人口ピラミッド

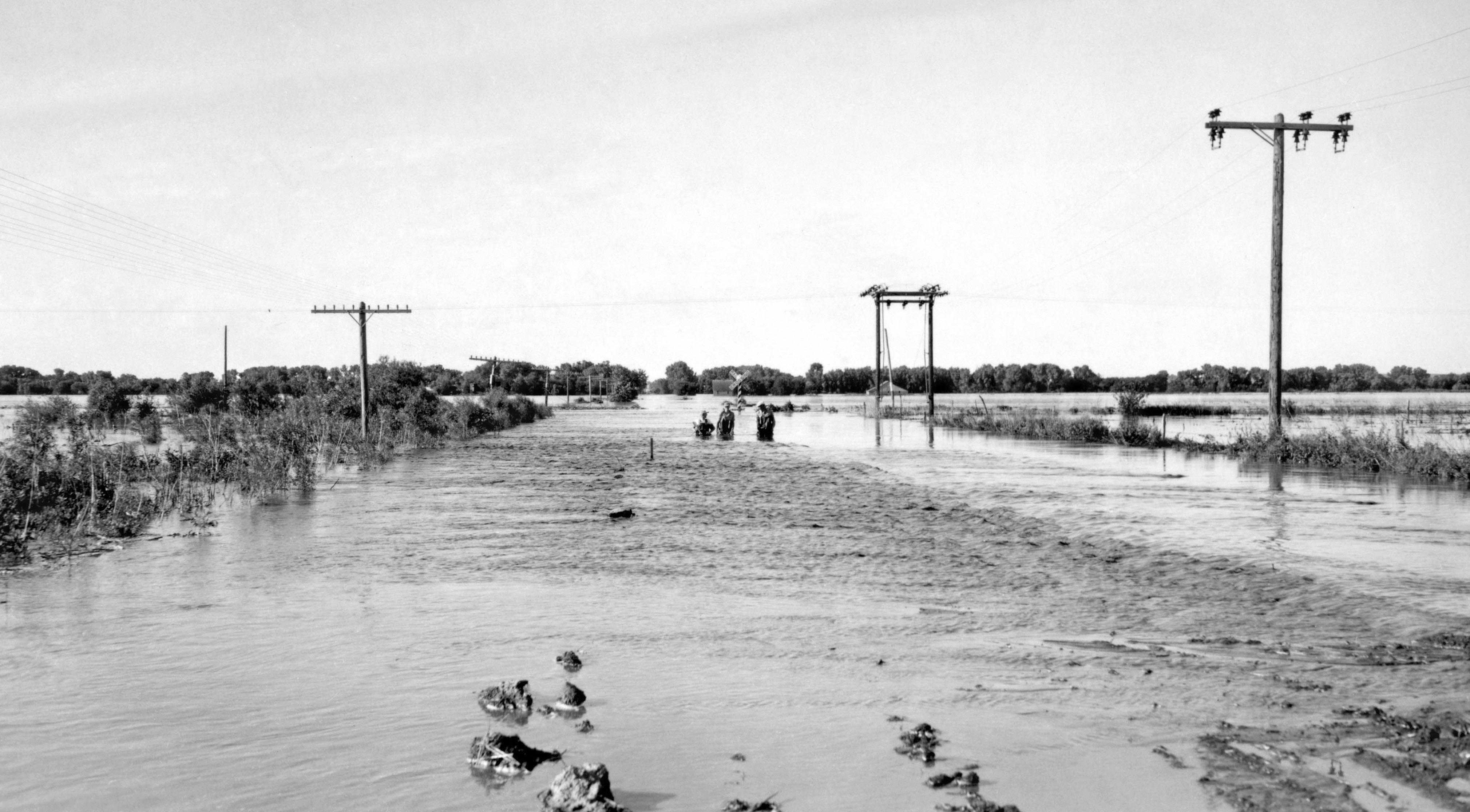
1947年6月24日のジュエル郡とリパブリック郡の境にあるリパブリカン川の氾濫、ハーディとウェバーの町に近く、ネブラスカ州道8号線とカンザス州道1号線の橋のすぐ南。通常の洪水位は手前の樹木線である

以下は2000年の国勢調査による人口統計データである。
| 基礎データ - 人口: 3,791人 - 世帯数: 1,695 世帯 - 家族数: 1,098 家族 - 人口密度: 2人/km2（4人/mi2） - 住居数: 2,103軒 - 住居密度: 1軒/km2（2軒/mi2） 人種別人口構成 - 白人: 98.79% - アフリカン・アメリカン: 0.03% - ネイティブ・アメリカン: 0.34% - アジア人: 0.05% - 太平洋諸島系: 0.03% - その他の人種: 0.05% - 混血: 0.71% - ヒスパニック・ラテン系: 0.71% 年齢別人口構成 - 18歳未満: 21.9% - 18-24歳: 4.4% - 25-44歳: 21.5% - 45-64歳: 26.2% - 65歳以上: 25.9% - 年齢の中央値: 46歳 - 性比（女性100人あたり男性の人口） - 総人口: 97.9 - 18歳以上: 96.0 | 世帯と家族（対世帯数） - 18歳未満の子供がいる: 23.7% - 結婚・同居している夫婦: 58.1% - 未婚・離婚・死別女性が世帯主: 4.8% - 非家族世帯: 35.2% - 単身世帯: 32.4% - 65歳以上の老人1人暮らし: 18.1% - 平均構成人数 - 世帯: 2.21人 - 家族: 2.80人 収入と家計 - 収入の中央値 - 世帯: 30,538米ドル - 家族: 36,953米ドル - 性別 - 男性: 24,821米ドル - 女性: 18,170米ドル - 人口1人あたり収入: 16,644米ドル - 貧困線以下 - 対人口: 11.6% - 対家族数: 8.4% - 18歳未満: 12.8% - 65歳以上: 10.9% |

## 都市と町

### 法人化された都市
都市名の後の数字は2010年国勢調査での人口を示す。
- マンケイト, 869 - 郡庁所在地
- ジュエル, 432
- バーオーク], 174
- エスボン, 99
- フォーモソ, 93
- ランドール, 65
- ウェバー, 25

## その他の町
- モントローズ
- ノースブランチ

### 郡区
ジュエル郡は25の郡区に分けられている。郡内の都市はどれも「政治的に独立」とは見なされず、郡区の数字の全ては都市の数字を含んでいる。下表で「人口中心」は最大都市であり、特に大きな数字でなければ、郡区の人口に含まれるものである。
| 郡区 | FIPSコード | 人口中心 | 人口  | 人口密度 /km² (/sq mi) | 陸地面積 km2 (sq mi) | 水域 km² (sq mi) | 水域率(%) | 座標                                                              |
| --- | ---------- | -------- | ----- | ---------------------- | -------------------- | ---------------- | --------- | ----------------------------------------------------------------- |
| アレン                                                                                                  | 01225      |          | 43    | 0 (1)                  | 90 (35)              | 0 (0)            | 0.02%     | 北緯39度36分46秒 西経97度59分49秒 / 北緯39.61278度 西経97.99694度 |
| アセンズ                                                                                                | 02975      |          | 74    | 1 (2)                  | 102 (39)             | 0 (0)            | 0 %       | 北緯39度36分13秒 西経98度20分7秒 / 北緯39.60361度 西経98.33528度  |
| ブラウンズクリーク                                                                                      | 08725      |          | 64    | 1 (2)                  | 93 (36)              | 0 (0)            | 0.02%     | 北緯39度36分13秒 西経98度13分33秒 / 北緯39.60361度 西経98.22583度 |
| バッファロー                                                                                            | 09125      |          | 574   | 5 (14)                 | 105 (41)             | 0 (0)            | 0.07%     | 北緯39度40分23秒 西経98度8分38秒 / 北緯39.67306度 西経98.14389度  |
| バーオーク                                                                                              | 09550      |          | 338   | 3 (9)                  | 102 (39)             | 0 (0)            | 0 %       | 北緯39度52分9秒 西経98度18分36秒 / 北緯39.86917度 西経98.31000度  |
| カルビン                                                                                                | 10075      |          | 65    | 1 (2)                  | 81 (31)              | 0 (0)            | 0.04%     | 北緯39度42分19秒 西経98度12分51秒 / 北緯39.70528度 西経98.21417度 |
| センター                                                                                                | 11750      |          | 1,100 | 12 (31)                | 93 (36)              | 0 (0)            | 0.07%     | 北緯39度47分15秒 西経98度12分38秒 / 北緯39.78750度 西経98.21056度 |
| アービング                                                                                              | 21575      |          | 60    | 1 (2)                  | 93 (36)              | 0 (0)            | 0.08%     | 北緯39度36分13秒 西経98度26分21秒 / 北緯39.60361度 西経98.43917度 |
| エスボン                                                                                                | 21625      |          | 222   | 2 (6)                  | 93 (36)              | 0 (0)            | 0.08%     | 北緯39度48分15秒 西経98度26分41秒 / 北緯39.80417度 西経98.44472度 |
| グラント                                                                                                | 27725      |          | 220   | 2 (6)                  | 93 (36)              | 0 (0)            | 0 %       | 北緯39度46分58秒 西経97度59分28秒 / 北緯39.78278度 西経97.99111度 |
| ハリソン                                                                                                | 30350      |          | 52    | 1 (1)                  | 93 (36)              | 0 (0)            | 0 %       | 北緯39度57分58秒 西経98度13分19秒 / 北緯39.96611度 西経98.22194度 |
| ハイランド                                                                                              | 31900      |          | 49    | 1 (1)                  | 93 (36)              | 0 (0)            | 0.03%     | 北緯39度57分49秒 西経98度26分42秒 / 北緯39.96361度 西経98.44500度 |
| ホルムウッド                                                                                            | 32800      |          | 49    | 1 (1)                  | 92 (36)              | 0 (0)            | 0.05%     | 北緯39度51分43秒 西経98度12分24秒 / 北緯39.86194度 西経98.20667度 |
| イオニア                                                                                                | 34375      |          | 100   | 1 (3)                  | 102 (39)             | 0 (0)            | 0.11%     | 北緯39度40分55秒 西経98度19分55秒 / 北緯39.68194度 西経98.33194度 |
| ジャクソン                                                                                              | 34800      |          | 123   | 1 (3)                  | 92 (35)              | 1 (0)            | 0.90%     | 北緯39度56分52秒 西経97度59分53秒 / 北緯39.94778度 西経97.99806度 |
| ライムストーン                                                                                          | 40450      |          | 49    | 0 (1)                  | 102 (39)             | 0 (0)            | 0.02%     | 北緯39度47分38秒 西経98度18分45秒 / 北緯39.79389度 西経98.31250度 |
| モンタナ                                                                                                | 47800      |          | 93    | 1 (3)                  | 94 (36)              | 0 (0)            | 0.14%     | 北緯39度57分55秒 西経98度5分21秒 / 北緯39.96528度 西経98.08917度  |
| オデッサ                                                                                                | 52125      |          | 34    | 0 (1)                  | 93 (36)              | 0 (0)            | 0.02%     | 北緯39度41分52秒 西経98度27分29秒 / 北緯39.69778度 西経98.45806度 |
| プレーリー                                                                                              | 57400      |          | 172   | 2 (5)                  | 96 (37)              | 0 (0)            | 0.02%     | 北緯39度37分40秒 西経98度4分12秒 / 北緯39.62778度 西経98.07000度  |
| リッチランド                                                                                            | 59375      |          | 36    | 0 (1)                  | 83 (32)              | 9 (4)            | 10.13%    | 北緯39度53分41秒 西経98度5分40秒 / 北緯39.89472度 西経98.09444度  |
| シンクレア                                                                                              | 65675      |          | 67    | 1 (2)                  | 89 (34)              | 3 (1)            | 2.81%     | 北緯39度52分41秒 西経97度59分52秒 / 北緯39.87806度 西経97.99778度 |
| ビックスバーグ                                                                                          | 73725      |          | 28    | 0 (1)                  | 93 (36)              | 0 (0)            | 0 %       | 北緯39度42分4秒 西経97度58分45秒 / 北緯39.70111度 西経97.97917度  |
| ウォルナット                                                                                            | 75000      |          | 80    | 1 (2)                  | 102 (39)             | 0 (0)            | 0.07%     | 北緯39度57分58秒 西経98度20分12秒 / 北緯39.96611度 西経98.33667度 |
| ワシントン                                                                                              | 75650      |          | 50    | 1 (1)                  | 93 (36)              | 0 (0)            | 0 %       | 北緯39度47分3秒 西経98度5分36秒 / 北緯39.78417度 西経98.09333度   |
| ホワイトマウンド                                                                                        | 77925      |          | 49    | 1 (1)                  | 93 (36)              | 0 (0)            | 0.12%     | 北緯39度51分53秒 西経98度26分21秒 / 北緯39.86472度 西経98.43917度 |
| Sources: “Census 2000 U.S. Gazetteer Files”. U.S. Census Bureau, Geography Division. 2012年4月1日閲覧。 |            |          |       |                        |                      |                  |           |                                                                   |

## 教育

### 統一教育学区
- ロックヒルズ USD 107